# Wolfgang Fierek

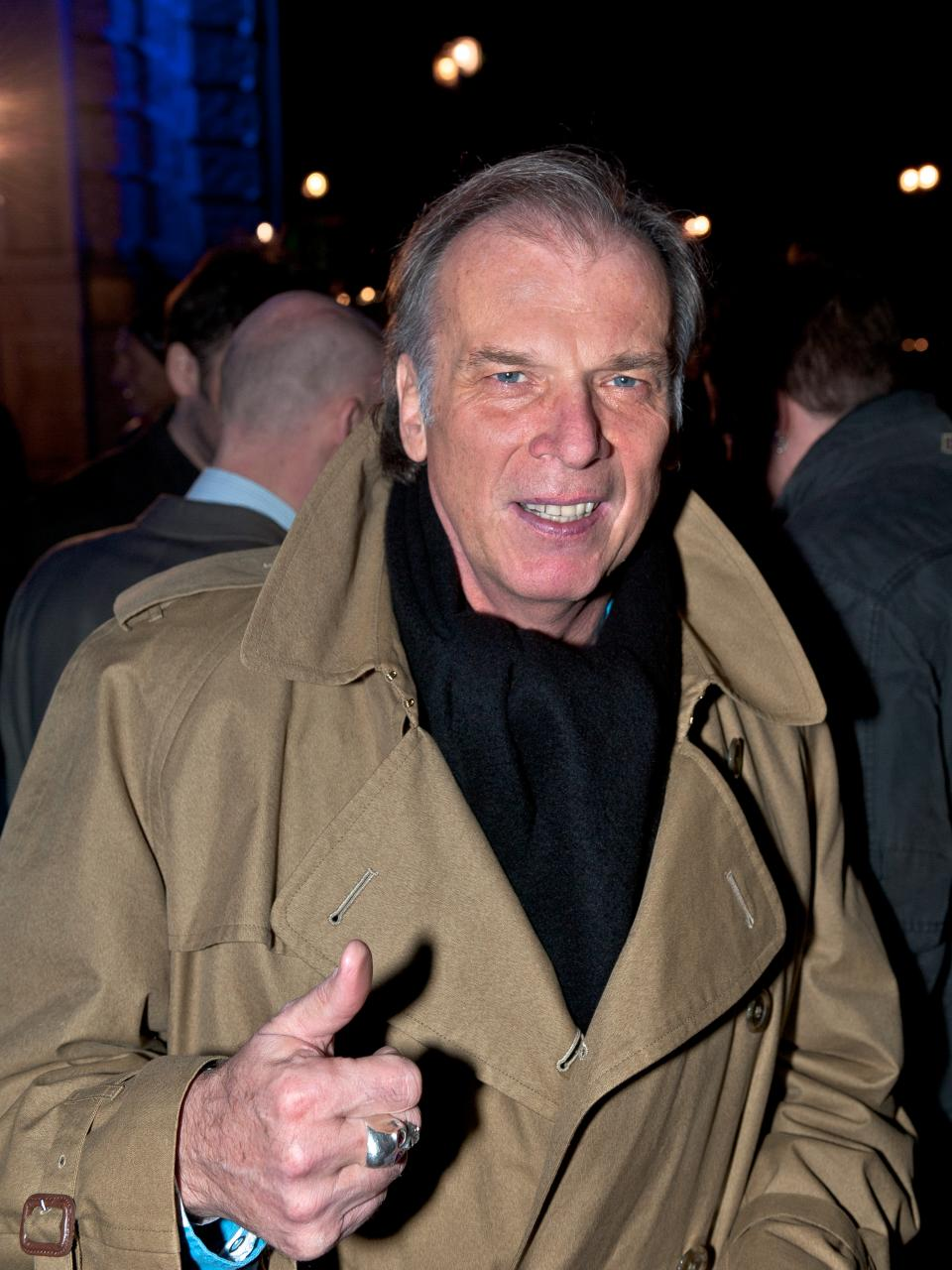
Wolfgang Fierek (Berlinale 2012)

Wolfgang Fierek (* 9. Dezember 1950 in Ottobrunn bei München) ist ein deutscher Schauspieler und Schlagersänger.

## Leben
Wolfgang Fiereks Eltern und Bruder Dieter waren Heimatvertriebene aus Oberschlesien, die sich in Bayern niederließen. Wolfgang Fierek machte nach der Schule eine Lehre als Feinmechaniker und arbeitete kurzzeitig in diesem Beruf. Ab 1970 war er vier Jahre als Zeitsoldat bei der Bundeswehr. Danach jobbte er als Lkw-Fahrer, Kellner und DJ in München.
Durch die Bekanntschaft mit dem Münchner Filmemacher Klaus Lemke kam er 1977 zur Schauspielerei, obwohl er nie eine Schauspielschule besucht hatte. Sein erster Film hieß Idole mit Cleo Kretschmer. Für den Film Amore aus dem Jahr 1978 erhielt er den Adolf-Grimme-Preis. Ab 1983 spielte Fierek in mehreren Fernsehserien. Zunächst in Helmut Dietls Kultserie Monaco Franze, später in der Serie Schloßherren. Danach spielte er in Zwei Münchner in Hamburg (ZDF) und schließlich ab 1992 für Sat.1 in Ein Bayer auf Rügen, wo Fierek die Titelrolle bis 1995 mehr als 80 Mal verkörperte.
1996 präsentierte Fierek als Moderator die Unterhaltungsreihe Wau im Bayerischen Fernsehen. Dann folgten die ZDF-Serien Tierarzt Dr. Engel und 1999 Zwei Männer am Herd. Neben seinen Serien drehte Fierek auch weiterhin Filme. Ferner hat er sich auch als Schlagersänger einen Namen gemacht. Sein größter Hit war der von Bernd Meinunger und Hanne Haller geschriebene Titel Resi, i hol di mit mei’m Traktor ab.
Im Jahr 1994 heiratete er die Malerin Djamila Mendil (* 1966) nach einem strengen Ritual der Sioux-Indianer im US-Bundesstaat South Dakota. Nach dieser indianischen Hochzeit wurde er zu einem Ehrenindianer der Sioux ernannt.
Fierek, der ein leidenschaftlicher Harley-Davidson-Fahrer ist, wurde am 24. April 2003 ohne eigenes Verschulden bei einem Unfall schwer verletzt. Seine Erfahrungen verarbeitet er in dem Buch Mit der Harley an der Himmelspforte. In dieser Zeit war er auch für einige Jahre Namensgeber und Mitinhaber eines Münchner Harley-Händlers.
In den Folgen 6–10 und 83–188 war Fierek zwischen 2006 und 2010 in der Fernsehserie Die Rosenheim-Cops als Fabrikdirektor Ferdinand Reischl zu sehen. Obwohl er zur Hauptbesetzung gehörte, wurde er in jeder Episode „als Gast“ genannt. Ab November 2013 war Wolfgang Fierek in der neuen BR-Serie Hammer & Sichl wieder für das Fernsehen tätig.
Am 26. Februar 2015 stellte er im Hard Rock Cafe München sein am Folgetag erschienenes Album Sweet Home Bavaria vor, das von Harold Faltermeyer produziert worden ist.

## Filmografie (Auswahl)

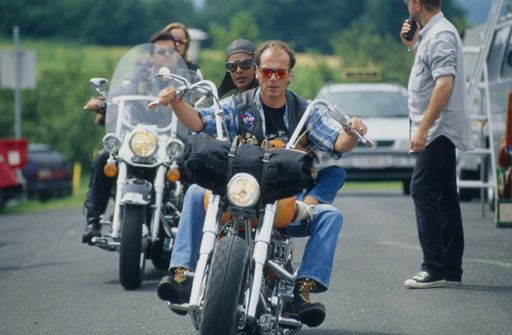
Wolfgang Fierek bei Dreharbeiten zu dem Film Die blaue Kanone in Österreich, 1999

### Kino
- 1978: Der ganz faire Prozeß des Marcel G. (auch Ausstattung)
- 1979: Ein komischer Heiliger
- 1979: Arabische Nächte
- 1980: Flitterwochen
- 1980: Keiner hat das Pferd geküßt
- 1981: Wie die Weltmeister
- 1983: Die unglaublichen Abenteuer des Guru Jakob
- 1983: Die Supernasen
- 1984: Smaragd
- 1988: Starke Zeiten
- 1994: Pumuckl und der blaue Klabauter
- 1995: Das Flittchen und der Totengräber
- 2007: Jump!
- 2010: Der Schrei – Eine ganz alltägliche Geschichte (Kurzfilm)

### Fernsehen
- 1976: Idole
- 1978: Amore
- 1983: Monaco Franze – Der ewige Stenz (Fernsehserie, 3 Folgen)
- 1983: Das verrückte Strandhotel
- 1984: Her mit den kleinen Schweinchen
- 1986: Kir Royal (Fernsehserie, Folge: Karriere)
- 1986: Irgendwie und Sowieso (Fernsehserie, 2 Folgen)
- 1986–1988: Polizeiinspektion 1 (Fernsehserie, verschiedene Rollen, 3 Folgen)
- 1988: Der Schwammerlkönig (Fernsehserie, 6 Folgen)
- 1988: Das Traumauto (Fernsehfilm, 2 Teile)
- 1988: Schloß Königswald
- 1989: Aufs Ganze (Fernsehfilm, 2 Teile)
- 1989: Derrick (Fernsehserie, Folge Ein merkwürdiger Tag auf dem Lande)
- 1990: ((Ein Schloss am Wörthersee)) Das Fitnesscenter
- 1989–1993: Zwei Münchner in Hamburg (Fernsehserie, 36 Folgen)
- 1993–1997: Ein Bayer auf Rügen (Fernsehserie, 80 Folgen)
- 1995–1998: Frei wie der Wind (Dokuserie, 7 Folgen)
- 1997: Die Superbullen
- 1998–2004: Tierarzt Dr. Engel (Fernsehserie, 77 Folgen)
- 1999: Die blaue Kanone
- 1999–2001: Zwei Männer am Herd (Fernsehserie, 22 Folgen)
- 2001: Wilder Kaiser (Fernsehserie, Folge Das Duell)
- 2002: Tatort: Totentanz (Fernsehreihe)
- 2003: Die Rosenheim-Cops (Fernsehserie, Folge Wettlauf mit dem Tod)
- 2004: Der Bergpfarrer
- 2005: Der Bulle von Tölz: Ein erstklassiges Begräbnis (Fernsehreihe)
- 2005: Der Bergpfarrer 2 – Heimweh nach Hohenau
- 2006: Da wo das Glück beginnt
- 2006–2010: Die Rosenheim-Cops → siehe Ferdinand Reischl
- 2006–2008: Der Arzt vom Wörthersee (Fernsehreihe)
- 2006–2009: Zwei Ärzte sind einer zu viel (Fernsehreihe)
- 2007: Grüß Gott, Herr Anwalt
- 2009: Das Traumhotel – Kap der Guten Hoffnung (Fernsehreihe)
- 2009: Utta Danella – Der Verlobte meiner besten Freundin (Fernsehreihe)
- 2012, 2019, 2024: Heiter bis tödlich: Hubert und Staller/Hubert ohne Staller (Fernsehserie, verschiedene Rollen, 3 Folgen)
- 2013: SOKO München (Fernsehserie, Folge Der Tod des Marquis)
- 2013–2017: Hammer & Sichl (Fernsehserie, 19 Folgen)
- 2015: Die Udo-Honig-Story
- seit 2016: Marie fängt Feuer (Fernsehreihe)
- 2016: Schwarzach 23 und die Jagd nach dem Mordsfinger (Fernsehreihe)
- 2017: Die Chefin (Fernsehserie, Folge Endspiel)
- 2017: Bierleichen. Ein Paschakrimi (Fernsehreihe)
- 2019: München Mord: Die Unterirdischen (Fernsehreihe)
- 2019: Schwarzach 23 und das mörderische Ich
- 2020: Das Traumschiff: Marokko (Fernsehreihe)
- 2021: Um Himmels Willen (Fernsehserie, 6 Folgen)
- 2023: Tatort: Königinnen
- 2023: Das Traumschiff: Utah (Fernsehreihe)
- 2025: Watzmann ermittelt: (Fernsehserie, Folge Die Maske)

## Diskografie

### Alben
- 1986: Wia im echt’n Leben
- 1987: Des is a Liebesgruß von mir
- 1990: Same
- 1990: Wolfgang Fierek
- 1996: Koa Angst vorm Wind
- 1998: I bin koa Engel
- 2002: I bin a Bayer – Party ohne Ende
- 2015: Sweet Home Bavaria

### Singles
- 1983: Rummenigge (Cleo und Wolfgang)
- 1984: Geh ma zu dir oder geh ma zu mir
- 1985: Resi, I hol di mit mei’m Traktor ab
- 1986: I mach für di a Gartenfest
- 1986: Komm, Mader’l und sei g’scheit
- 1987: Schifahr’n ist der größte Hit
- 1988: Lisa, was macht der Walfisch in der Isar
- 1988: Mit Frau’n hob i immer Probleme
- 1989: München
- 1990: Resi, mei Traktor is kaputt
- 1990: V8
- 1990: Gutschi Putschi Lamborghini Baby
- 1991: Tschau
- 1993: A Bayer auf Rügen
- 1996: Aber dann, aber dann
- 1996: Wenn du mi wuist
- 2009: On the Road Again
- Blau-Weiß sind die Hedosfarben
- 2014: Rund Samma Xund Samma
- 2015: Du bist ois füa mi
- 2022: Resi, I hol di mit der Harley ab

## Auszeichnungen
- 2024: Bayerischen Verdienstorden